# Турриваліньяні
Турриваліньяні (італ. Turrivalignani) — муніципалітет в Італії, у регіоні Абруццо, провінція Пескара.
Турриваліньяні розташоване на відстані близько 135 км на схід від Рима, 55 км на схід від Л'Аквіли, 27 км на південний захід від Пескари.
Населення — 877 осіб (2014).

## Демографія
Населення за роками:

Станом на 1 січня 2023 року в муніципалітеті офіційно проживало 29 іноземців з 13 країн, серед них 10 громадян країн Євросоюзу та 1 громадянин України.

## Сусідні муніципалітети
- Аланно
- Леттоманоппелло
- Маноппелло
- Скафа